# 段潭乡
段潭乡，是中华人民共和国江西省宜春市丰城市下辖的一个乡镇级行政单位。

## 行政区划
段潭乡下辖以下地区：
段潭社区、横塘村、聚星村、湖茫村、上湖村、排前村、清水村、朱罗村、徐坊村、中埂村、三塘村、深湖村、西洲村、白竹村和田垅村。